# Riacho dos Machados
Riacho dos Machados este un oraș în Minas Gerais (MG), Brazilia.